# ذو الفقار (صاروخ)
صاروخ ذو الفقار هو صاروخ باليستي أرض_أرض إيراني الصنع يعمل بالوقود الصلب أعلنت عنه جمهورية إيران عام 2016م وهو يُعتبَر عضو جديد في عائلة صواريخ أرض - أرض «فاتح» المصنعة محلياً والذي يحمل اسم «ذو الفقار» ليكون ترتيبه العضو التاسع في عائلة الصواريخ الباليستية والثالث في حقل الصواريخ البعيدة المدى، العاملة بالوقود الصلب المركب، يُعَد صاروخ ذو الفقار الباليستي أحد أدق الصواريخ الإيرانية البالستية متوسطة المدى حيث يمكنه إصابة الأهداف المتفرقة على الأرض ومدارج المطارات وغيرها. وهو نسخة مطورة عن صاروخ فاتح 110. يبلغ مدى هذا الصاروخ أكثر من 700 كيلومتر وطوله 8.86 متر وقطره 61 سنتم ووزنه 450 كغم. يُذكَر أن جمهورية إيران تمتلك بالفعل واحدة من أكبر ترسانات الصواريخ الباليستية في منطقة الشرق الأوسط، إن لم تكن هي الأكبر بالفعل. وتمكنت إيران أيضاً من تطوير قدرتها على إطلاق الأقمار الصناعية المدنية منها والعسكرية كالقمر الصناعي العسكري الإيراني نور 1 و2. ويتراوح نظام جمهورية إيران الصاروخي بين أنواع متفاوتة المدى تتراوح ما بين 45 كيلومتراً إلى 10 آلاف كيلومتر. كما ويضم صواريخ باليستية، ومجنحة بعيدة المدى، إضافةً إلى صواريخ خارقة للدروع يمكن إستخدامها ضد أهداف بحرية. وبهذا تقع القارة الأوروبية وسواحل ألاسكا وأجزاء من آسيا في مرمى الصواريخ الإيرانية.

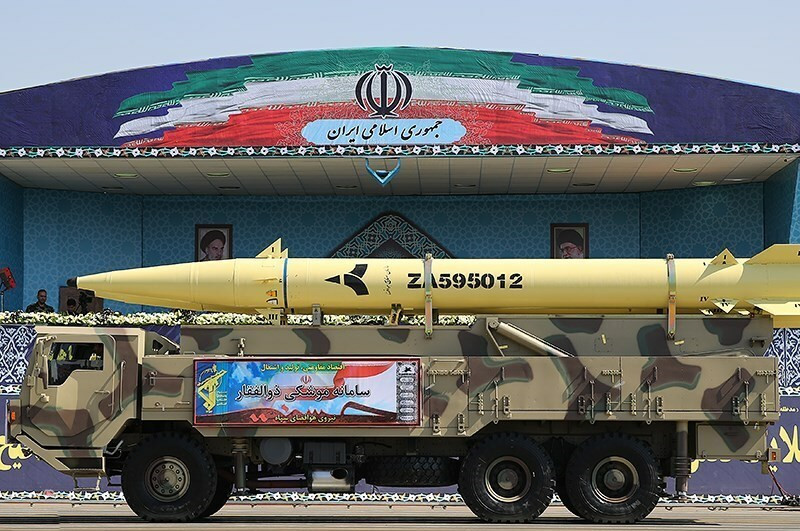
صاروخ ذو الفقار في موكب أسبوع الدفاع المقدس الإيراني لعام 2017م في طهران

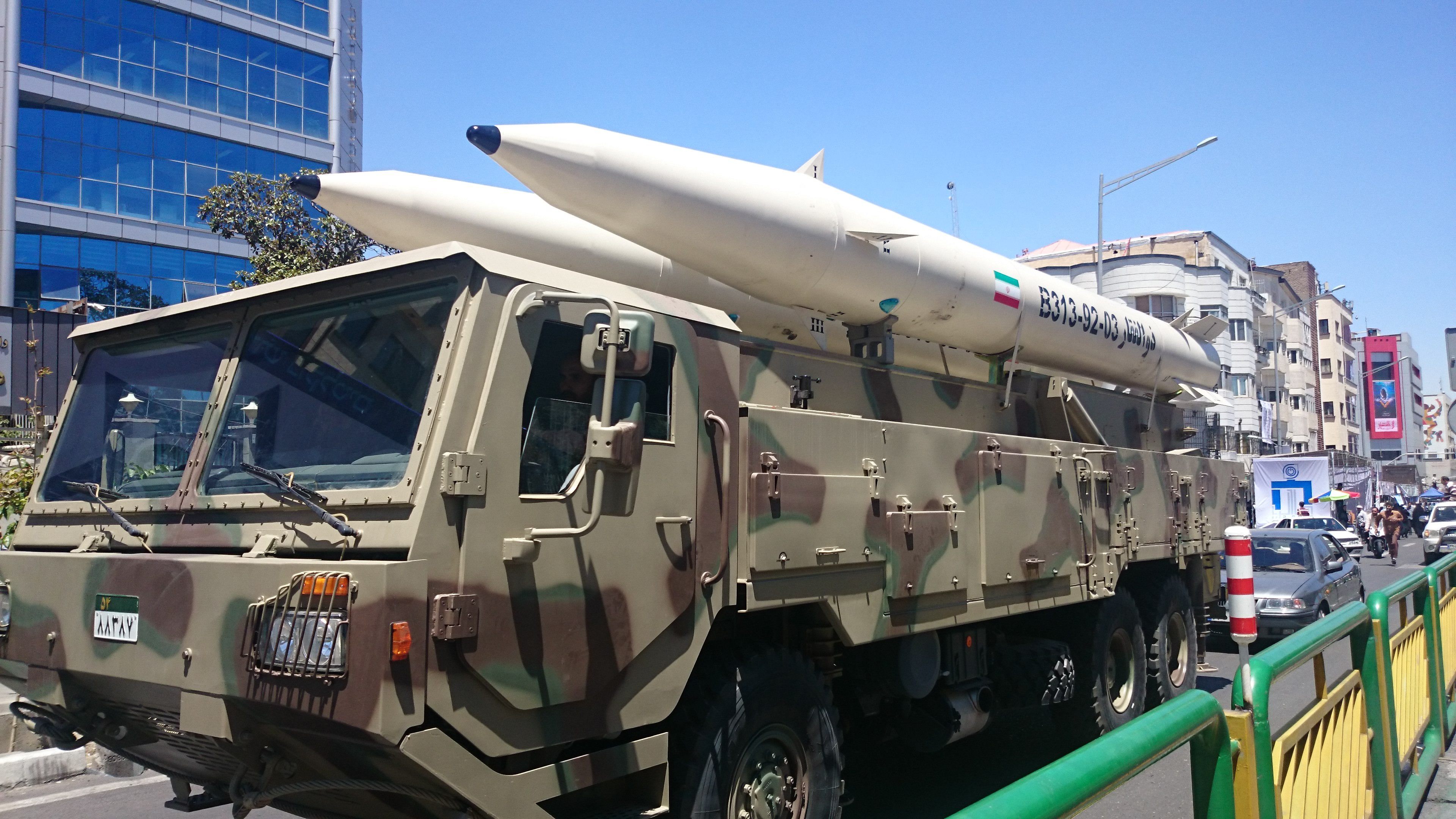
صاروخ ذو الفقار الذي يعمل بالوقود الصلب، خلال مسيرة يوم القدس 96

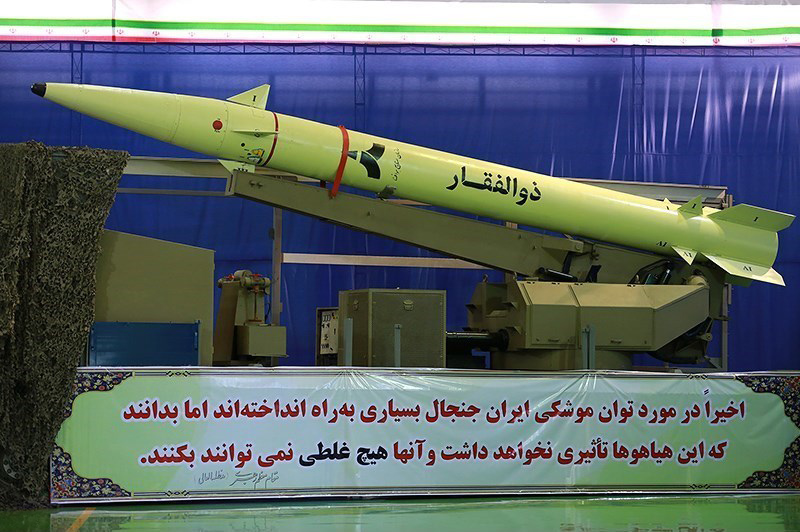
صاروخ ذو الفقار الباليستي

## كشف النقاب
كشفت جمهورية إيران عن صاروخ ذوالفقار لأول مرة في سبتمبر سنة 2016 للميلاد خلال إستعراض عسكري للقوات المسلحة في ميناء بندر عباس على الخليج العربي.

## نبذة عن الصاروخ
أعلنت جمهورية إيران مؤخراً عن عضو جديد في عائلة صواريخ أرض - أرض «فاتح» المصنعة محلياً يحمل اسم «ذو الفقار» ليكون ترتيبه العضو التاسع في عائلة الصواريخ الباليستية والثالث في حقل الصواريخ البعيدة المدى، العاملة بالوقود الصلب المركب،  يُعَد صاروخ ذو الفقار الباليستي نموذجاً متطوراً وحديثاً للجيل الجديد من صواريخ فاتح 110 حيث يبلغ مدى هذا الصاروخ أكثر من 700 كيلومتر وهو صاروخ يعمل بتقنية المرحلة الواحدة، ويستخدم الوقود الصلب المركب وللتوضيح حول ماهية الوقود الصلب ينبغي الإشارة إلى أن هذا النوع من الوقود الصاروخي أُنتِجَ لأول مرة في أربعينيات القرن الماضي من قبل بحاثين أمريكيين، ومنذ ذلك الحين تمت إضافة مواد جديدة لهذا النوع من الوقود وشهد الكثير من التغييرات الدائمة والمستمرة للمواد المستخدمة في إنتاجه. يُستَخدَم هذا النوع من الوقود غالباً في الصواريخ التي تحمل المركبات الفضائية أو في الصواريخ الباليستية العملاقة والبعيدة المدى وطريقة عمل هذا النوع من الوقود هي ان يتم تخزينه به في القسم الخلفي من الصاروخ حيث توجد هناك غرفة الاحتراق، وعلى عكس الوقود الصلب التقليدي، يتم تركيب هذا النوع من الوقود الصلب  مع مادة مؤكسدة على شكل بلورات صغيرة يؤدي احتراقها التدريجي إلى تحريك الصاروخ. ويتميز هذا النوع من الوقود بايجاد المزيد من الإستقرار للصاروخ خلال فترة انطلاقه وطيرانه، لأن الصواريخ التي تستخدم الوقود الصلب التقليدي تعاني من عدم الإستقرار خلال فترة طيران الصاروخ لأسباب مختلفة تتعلق بعملية احتراق وقودها وتتميز أيضاً بالانخفاض الكبير لنسبة الدخان الناتج من احتراق هذا النوع من الوقود مقارنةً بالوقود الصلب التقليدي وهذا أمر قد يكون له أهمية كبيرة أثناء استخدام هذا النوع من الصواريخ في العمليات القتالية. وبإستخدام إيران لهذا النوع من الوقود الصاروخي تكون قد انضمت إلى الدول القليلة التي تستخدم تقنية الوقود الصلب المركب في إطلاق صواريخها البالستية وتكون صناعتها الصاروخية أدق من حيث الآداء وأكثر فعالية من سابقاتها. وكانت صواريخ سجيل وفاتح 313 فقط تستخدم الوقود الصلب المركب والآن ومع إنتاج صواريخ ذوالفقار البعيدة المدى فقد إنضم هذا الصاروخ إلى هذا الجيل من الصواريخ الإيرانية التي تعمل محركاتها بالوقود الصلب المركب. ومن أهم مميزات صواريخ «فاتح» الدقة العالية في الإستهداف فضلاً عن أن صاروخ ذو الفقار يعمل على الوقود الصلب، الأمر الذي يمنحه سرعة في الإطلاق دون الحاجة إلى تحضيرات مسبقة، وعدم الحاجة إلى عمليات الاختبار قبل الإطلاق أيضاً، والحصول على سرعة الأداء في الإطلاق والقوة التدميرية العالية إلى جانب منظومات استشعار متطورة تتابع الهدف حتى النهاية. وتبلغ دائرة احتمال الخطأ للصاروخ «فاتح» اقل من 10 أمتار، في حين الميزة تُعتبَر بالنسبة إلى النسخة البحرية لهذا الصاروخ الذي يُطلّق عليه اسم «خليج فارس» أكثر أهمية لأنها تُستَخدَم لتدمير الأهداف البحرية المتحركة، ولهذا فإن احتمال الخطأ قليل جداً وهي بذلك تقترب من أنظمة الصواريخ أرض-أرض للدول المتقدمة في هذا المجال، وهذا في الواقع يشير إلى التطور الكبير الحاصل لجمهورية إيران في مجال تقليل احتمالات نسبة الخطأ في إصابة الأهداف.
في الحقيقة أن قلة احتمال خطأ الإصابة بالنسبة لصاروخ «فاتح أرض – أرض» أو «خليج فارس أرض – بحر» وإمكانية إصابة أهداف نقطية، يجعل من تلك الصواريخ أكثر أهمية ويضع الصواريخ الإيرانية في نفس المرتبة مع الدول المتقدمة ذات التأريخ التصنيعي للصواريخ البالستية والتي تحافظ على الكثير من أسرارها وهذا دليل كبير على نجاحها وعلى الإمكانات العلمية والعملية لدى الخبراء والعلماء الإيرانيين حيث أصبح بالإمكان من خلال استخدام أساليب التوجيه الحديثة، وتجهيز الصاروخ بنظام استهداف الأهداف النقطية، دون حصول أي انحراف في المسار، وفي جميع الظروف الجوية. يُطلَق صاروخ ذو الفقار من منصة متحركة ويتمتع بقابلية الإفلات من الرادارات وبإمكانه إصابة أهدافاً نقطية مما يعزز من القدرات القتالية للقوات المسلحة الإيرانية بشكل ملحوظ كما أن تزويده برأس حربي انشطاري يعزز من فاعليته في تدمير مساحة كبيرة من الأرض ويذكر ان جميع مراحل التحقيق والتصميم وإنتاج هذا الصاروخ تم على يد المتخصصين والخبراء والمهندسين الإيرانيين المحليين العاملين في مؤسسة الصناعات العسكرية التابعة لوزارة الدفاع في إيران.

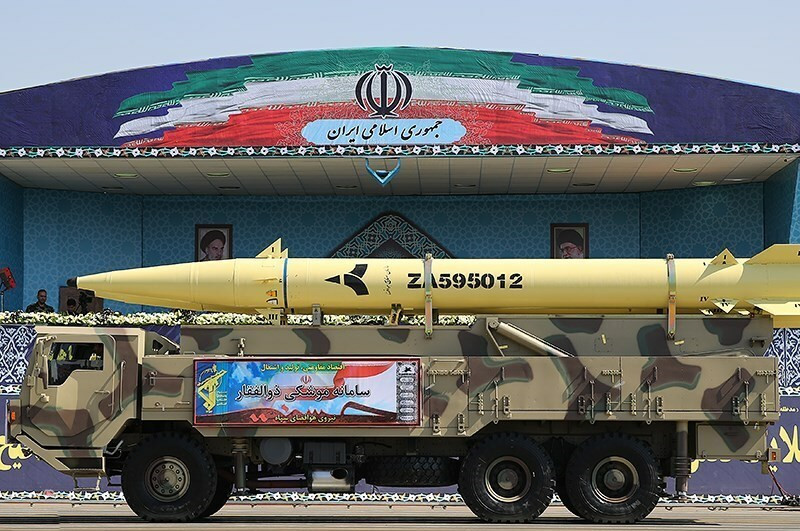
صاروخ ذو الفقار في موكب أسبوع الدفاع المقدس الإيراني لعام 2017م في طهران

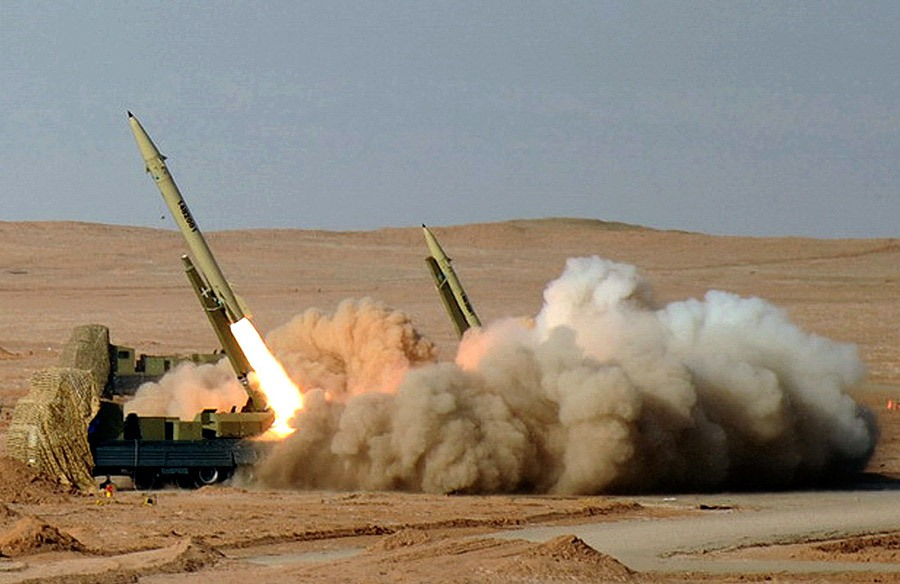
صاروخ فاتح 110، الذي سبق صاروخ ذو الفقار

## إنتاج الصاروخ
دخل صاروخ ذو الفقار خط الإنتاج الواسع في أيلول من العام 2016 ميلادي، وأفتَتَحَ هذا الخط وزير الدفاع والقوات المسلحة العميد حسين دهقان بمناسبة أسبوع الدفاع المقدس. ويُعتبَر صاروخ ذو الفقار نسخة مطورة عن صاروخ فاتح 110 ويبلغ مدى الصاروخ الإيراني 700 كيلومتر حسب إعلان وزارة الدفاع الإيرانية ومزوّد بالوقود الصلب المركب. ان صاروخ «ذوالفقار» أرض أرض يخرج من غمده ويطلق العمل لخط إنتاجه على المستوى الصناعي خلال أسبوع الدفاع المقدس بحضور وزير الدفاع العميد حسين دهقان في مؤسسة الصناعات الجوفضائية بالوزارة. ويرى المراقبون أن إيران ومن خلال هذه الإنجازات تثبت أنها قادرة على تطوير أنظمتها الدفاعية والتي تُعَد في الوقت ذاته استعراضاً عملياً للاعتماد على الذات.

## خصائص الصاروخ
بإمكان صاروخ ذوالفقار بفضل امتلاكه رأساً حربياً انشطارياً إصابة أهداف متفرقة على الأرض بشكل دقيق وتسديد ضربة مدمرة للهدف بالكامل وبدقة عالية. كما يمكن تركيبه على منصات ثابتة ومتحركة ذاتية الانطلاق، والإفلات من الرادارات، وامتلاك تقنيات متطورة لتسديد ضربة دقيقة للهدف، والتي ترفع مستوى جهوزية القوات المسلحة الإيرانية.

## معلومات عامة عن الصاروخ
1- في سبتمبر 2016م كشفت جمهورية إيران لأول مرة عن صاروخ ذو الفقار خلال إستعراض عسكري للقوات المسلحة في ميناء بندر عباس على الخليج العربي.
2- استخدمه الحرس الثوري الإيراني لأول مرة ضد تنظيم داعش في محافظة دير الزور بسوريا.
3- يتراوح مداه ما بين 700 و 750 كيلومتر وبإمكانه التخفي منالرادار، ويبلغ طوله 8.86 متر وقطره 61 سنتم ووزنه 450 كغم.
4- يُعتبَر أحد أدق الصواريخ الإيرانية البالستية متوسطة المدى.
5- يمتلك رأس حربي انشطاري.
6- يمكنه إصابة الأهداف المتفرقة على الأرض ومدارج المطارات وغيرها.
7- يُعتبَر صاروخ ذو الفقار نسخة مطورة عن صاروخ فاتح 110.
8- يُعتبَر الصاروخ الباليستي ذو الفقار من الصواريخ التكتيكية.
9- يُطلّق من قاعدة إطلاق ثابتة أو متحركة إلى هدفه على مرحلة واحدة، وهو صاروخ نقطي خفيف لا يكشفه الرادار.
10- إنه صاروخ أرض-أرض، يُطلّق بشكل مائل وليس عامودي.

## معرض الصور

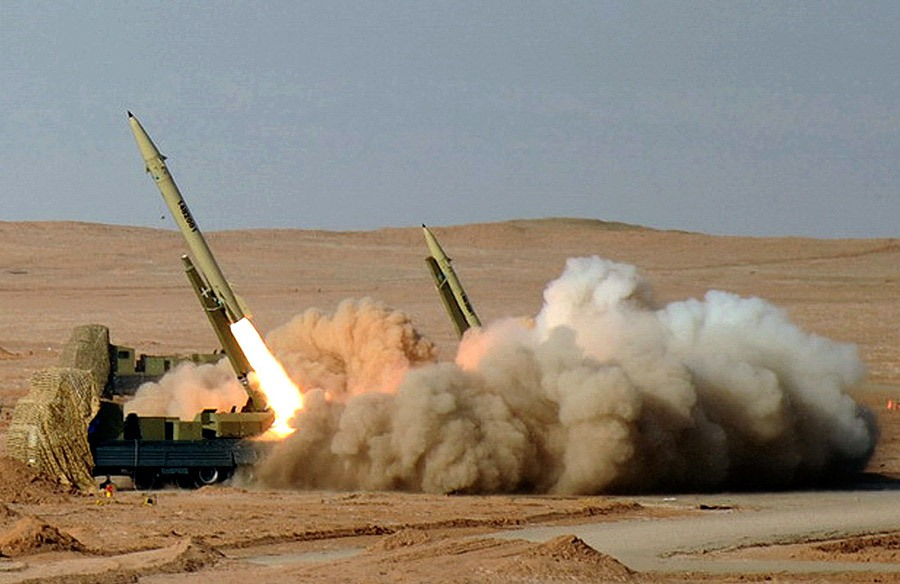
صاروخ فاتح 110، الذي سبق صاروخ ذو الفقار

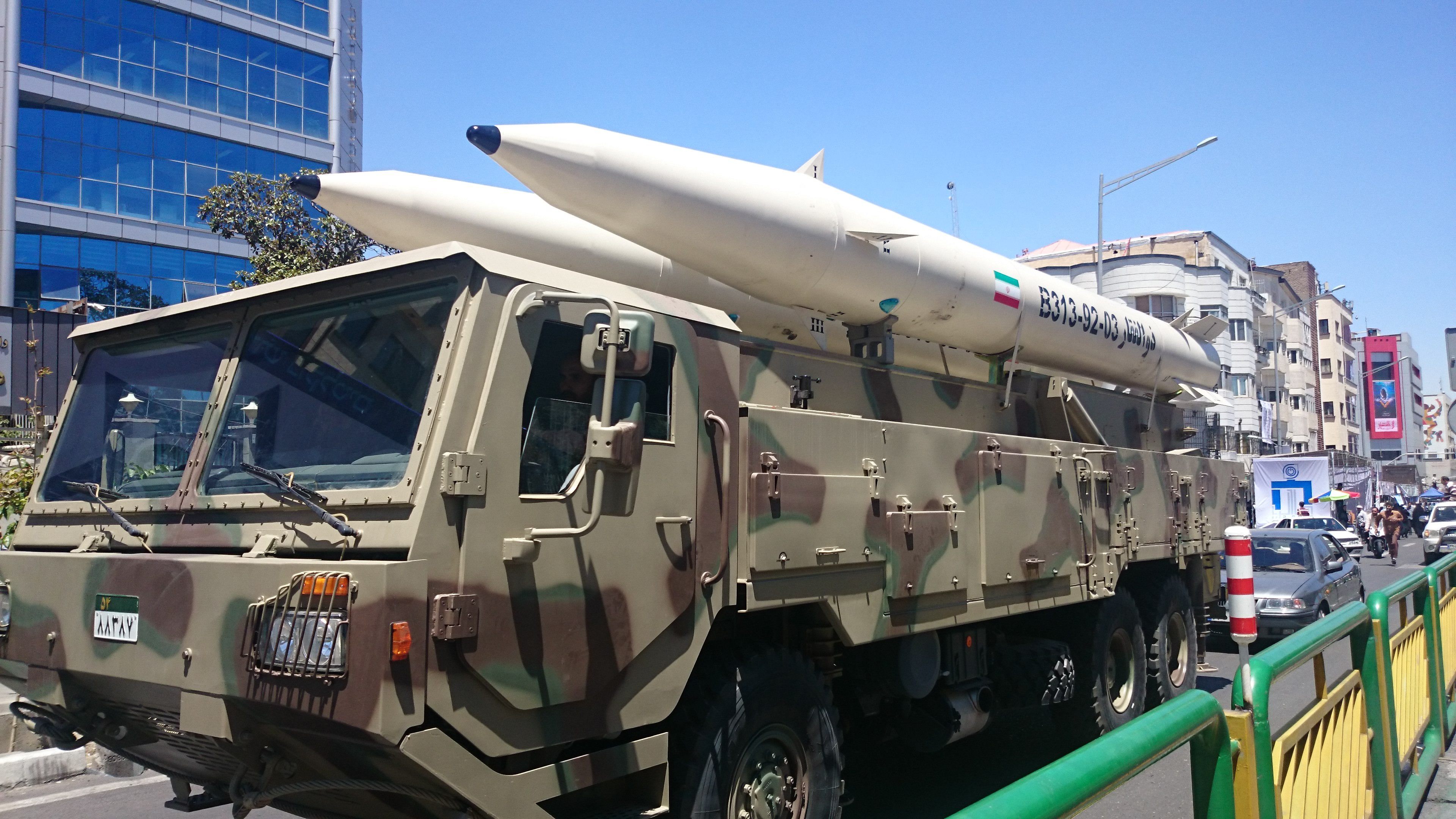
صاروخ ذو الفقار الذي يعمل بالوقود الصلب، خلال مسيرة يوم القدس 96

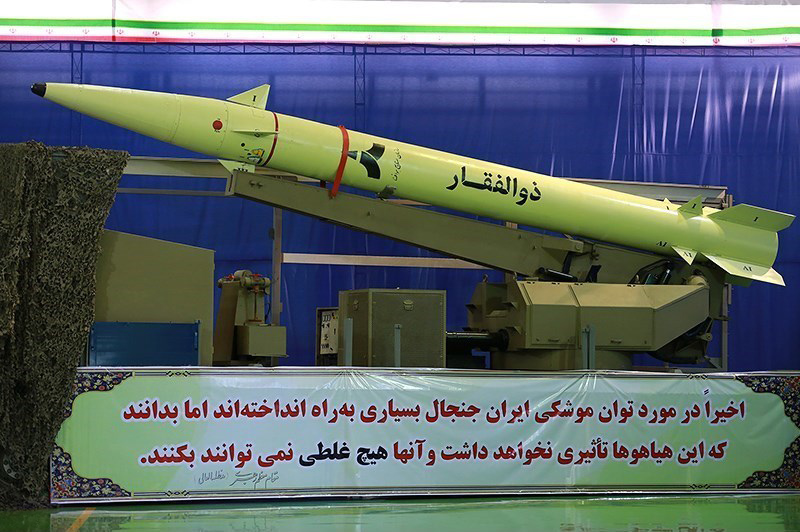
صاروخ ذو الفقار الباليستي

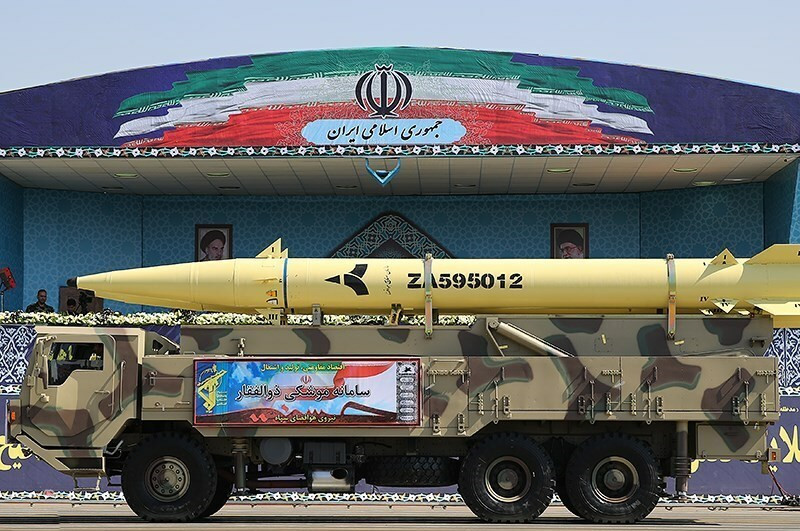
صاروخ ذو الفقار في موكب أسبوع الدفاع المقدس الإيراني لعام 2017م في طهران

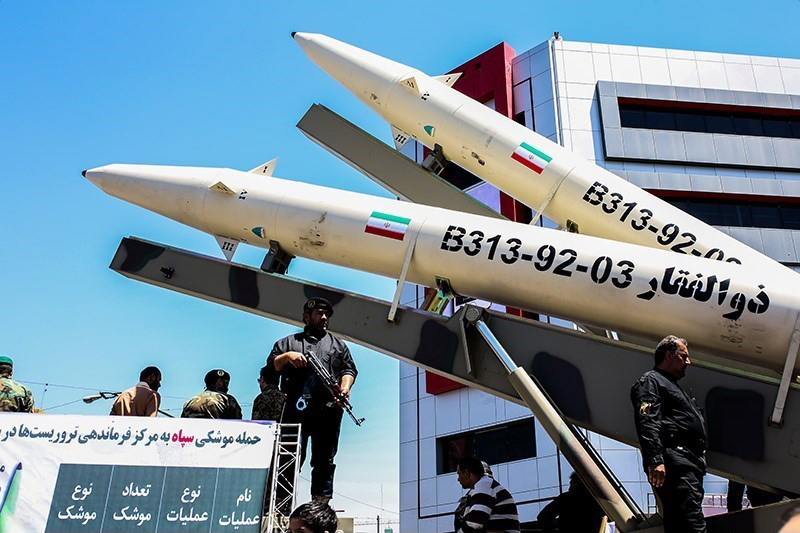
صاروخ ذو الفقار